# Алувиони Камбио
Алувио̀ни Камбио̀ (на италиански: Alluvioni Cambiò, на местен диалект: I Liviò, И Ливио) е село в Северна Италия, община Алувиони Пиовера, провинция Алесандрия, регион Пиемонт. Разположено е на 77 m надморска височина.